# Улмі (Прахова)
Улмі (рум. Ulmi) — село у повіті Прахова в Румунії. Адміністративно підпорядковане місту Урлаць.
Село розташоване на відстані 58 км на північ від Бухареста, 17 км на схід від Плоєшті, 148 км на захід від Галаца, 92 км на південний схід від Брашова.